# Каратау (село)
Карата́у (каз. Қаратау) — село у складі Жамбильського району Жамбильської області Казахстану. Входить до складу Айшабібінського сільського округу.
Населення — 651 особа (2021; 635 у 2009, 349 у 1999).